# E005号線
E005号線 (E005ごうせん、英: European route E005) はウズベキスタンにあり、グザル(Guza) – サマルカンドを結ぶ、欧州自動車道路のBクラス幹線道路。

## 経路
- ウズベキスタン
  - グザル, サマルカンド